# Marie-Claire Restoux
Marie-Claire Restoux, född den 9 april 1968 i La Rochefoucauld, Charente är en fransk judoutövare.
Hon tog OS-guld i damernas halv lättvikt i samband med de olympiska judotävlingarna 1996 i Atlanta.